# 明見院 (川越市)
明見院（みょうけんいん）は、埼玉県川越市にある天台宗の寺院。

## 歴史
1663年（寛文3年）、高関によって開山された。その後1779年（安永3年）に豪円によって中興された。
第10世住職の孝学は寺子屋を運営して、当地の文化発展に寄与した。

## 交通アクセス
- 南大塚駅より徒歩27分。